# The Addams Family (película)
The Addams Family (titulada: La familia Addams en España y Los locos Addams en Hispanoamérica) es una película estadounidense de comedia de terror de 1991. Dirigida por Barry Sonnenfeld, está basada en la historia original de la serie de 1964 The Addams Family, de Charles Addams.

## Sinopsis
Los Addams, una familia gótica y macabra, quien por 25 años siguen en la espera del Fester (Tío Lucas en Hispanoamérica; Tío Fétido en España), el hermano de Gomez Addams (Homero Addams en Hispanoamérica) (Raúl Juliá), el jefe de familia,que ha desaparecido. Mientras tanto Tully Alford (Dan Hedaya), un abogado deshonesto de quien los Addams son clientes, intenta quitarles su fortuna de alguna manera. Sin embargo Tully se encuentra con una prestamista Abigail Craven (Elizabeth Wilson) y su hijo Gordon (Christopher Lloyd) quienes pretenden quitarle todo su dinero, están dispuestos a hacer cualquier cosa. Alford tiene una idea al notar que Gordon es muy parecido. Asimismo Gordon finge ser el Tío Fester e intenta encontrar la fortuna de Morticia (Anjelica Huston), Gomez (Homero en Hispanoamérica), Wednesday (Merlina en Hispanoamérica, Miércoles en España) (Christina Ricci), Pugsley (Pericles en Hispanoamérica) (Jimmy Workman) y la abuela (Judith Malina). Pero el plan no es tan simple como parece, pues los Addams son una familia muy peculiar.
Además de esto, Gordon se siente tan bien siendo el Tío Fester que comienza a sentirse parte de la familia, que también conforman el mayordomo Lurch (Largo en Hispanoamérica) (Carel Struycken) y una mano sin cuerpo, Thing (Dedos en Hispanoamérica, Cosa en España) (Christopher Hart).

## Reparto
- Anjelica Huston - Morticia Addams
- Raúl Juliá - Gomez Addams (Homero Addams)
- Christopher Lloyd - Fester Addams (Fétido/Lucas Addams) / Gordon
- Christina Ricci - Wednesday Addams (Miércoles/Merlina Addams)
- Judith Malina - Abuela Addams
- Jimmy Workman - Pugsley Addams (Pericles Addams)
- Carel Struycken - Lurch (Largo)
- Christopher Hart - Thing (Cosa/Dedos)
- John Franklin - Cousin Itt (Primo Eso/Tío Cosa)
- Elizabeth Wilson - Abigail Craven
- Dan Hedaya - Tully Alford
- Dana Ivey - Margaret Alford
- Paul Benedict - George Womack

## Producción
La película fue originalmente desarrollada por Orion Pictures (que, en ese momento, tenía los derechos de la serie de televisión en la que la película se basa debido a su propiedad de la Filmways biblioteca y posteriormente relanzada en silencio por Metro-Goldwyn-Mayer el 11 de septiembre de 2014). Pero debido a los problemas financieros del estudio, Paramount Pictures intervino para completar la película y manejar la distribución de América del Norte; Orion retuvo los derechos internacionales, aunque estos derechos ahora pertenecen a Metro-Goldwyn-Mayer a través de su compra de Orion.
La mayor parte de la película se rodó en el escenario 3/8 en el Hollywood Center Studios en Los Ángeles, el mismo estudio donde se filmó la serie de televisión original.

## Estrenos
| País                                                                          | Fecha de estreno                  |
| ----------------------------------------------------------------------------- | --------------------------------- |
| Alemania                                                                      | Jueves 23 de enero de 1992        |
| Argentina                                                                     | Miércoles 25 de diciembre de 1991 |
| Australia                                                                     | Jueves 26 de diciembre de 1991    |
| Austria                                                                       | Viernes 24 de enero de 1992       |
| Bélgica                                                                       | Miércoles 12 de febrero de 1992   |
| Belice · Costa Rica · El Salvador · Guatemala · Honduras · Nicaragua · Panamá | Miércoles 25 de diciembre de 1991 |
| Brasil                                                                        | Viernes 20 de diciembre de 1991   |
| Chile                                                                         | Viernes 20 de diciembre de 1991   |
| Colombia                                                                      | Miércoles 25 de diciembre de 1991 |
| Corea del Sur                                                                 | Sábado 9 de mayo de 1992          |
| Dinamarca                                                                     | Viernes 31 de enero de 1992       |
| Ecuador                                                                       | Miércoles 5 de febrero de 1992    |
| Egipto                                                                        | Lunes 6 de julio de 1992          |
| España                                                                        | Viernes 10 de abril de 1992       |
| Estados Unidos · Canadá                                                       | Viernes 22 de noviembre de 1991   |
| Filipinas                                                                     | Miércoles 19 de febrero de 1992   |
| Finlandia                                                                     | Viernes 20 de diciembre de 1991   |
| Francia                                                                       | Miércoles 15 de abril de 1992     |

| País                         | Fecha de estreno                  |
| ---------------------------- | --------------------------------- |
| Grecia                       | Viernes 27 de diciembre de 1991   |
| Hong Kong                    | Jueves 16 de abril de 1992        |
| Hungría                      | Jueves 12 de marzo de 1992        |
| Israel                       | Viernes 13 de marzo de 1992       |
| Italia                       | Viernes 7 de febrero de 1992      |
| Japón                        | Sábado 25 de abril de 1992        |
| Líbano                       | Viernes 3 de abril de 1992        |
| Malasia                      | Jueves 19 de marzo de 1992        |
| México                       | Viernes 20 de diciembre de 1991   |
| Noruega                      | Jueves 26 de diciembre de 1991    |
| Nueva Zelanda                | Viernes 31 de enero de 1992       |
| Países Bajos                 | Jueves 19 de diciembre de 1991    |
| Perú                         | Jueves 16 de enero de 1992        |
| Portugal                     | Viernes 17 de abril de 1992       |
| Reino Unido Irlanda          | Viernes 13 de diciembre de 1991   |
| República Checa · Eslovaquia | Jueves 11 de junio de 1992        |
| República Dominicana         | Miércoles 25 de diciembre de 1991 |
| Singapur                     | Jueves 2 de abril de 1992         |
| Sudáfrica                    | Viernes 17 de enero de 1992       |
| Suecia                       | Viernes 13 de diciembre de 1991   |
| Suiza                        | Viernes 24 de enero de 1992       |
| Tailandia                    | Sábado 8 de febrero de 1992       |
| Taiwán                       | Sábado 21 de marzo de 1992        |
| Turquía                      | Viernes 24 de enero de 1992       |
| Uruguay                      | Miércoles 1 de enero de 1992      |
| Venezuela                    | Miércoles 18 de diciembre de 1991 |

## Recepción
La Familia Addams recaudó $ 113,502,246 en los Estados Unidos y $ 191.502.246 en todo el mundo. El presupuesto de la película fue de $ 30 millones.
La película fue reconocida como mejor película de terror del Año en 1991 por la Sala de Horror de la Fama. Carel Struycken apareció en la ceremonia de premiación para recibir el premio en nombre del elenco.

## Premios

### Oscar
| Año  | Categoría                 | Persona    | Resultado |
| ---- | ------------------------- | ---------- | --------- |
| 1991 | Mejor Diseño de Vestuario | Ruth Myers | Candidato |

### BAFTA
| Año  | Categoría                     | Persona                                     | Resultado  |
| ---- | ----------------------------- | ------------------------------------------- | ---------- |
| 1991 | Mejor Maquillaje y Peluquería | Fern Buchner Katherine James Kevin C. Haney | Candidatos |
| 1991 | Mejor Diseño de Producción    | Richard MacDonald                           | Candidato  |

### Globo de Oro
| Año  | Categoría                        | Persona         | Resultado |
| ---- | -------------------------------- | --------------- | --------- |
| 1991 | Mejor Actriz - Comedia o musical | Anjelica Huston | Candidata |